# 539 v.Chr.
Het jaar 539 v.Chr. is een jaartal volgens de christelijke jaartelling.

## Gebeurtenissen

### Perzië
- Koning Nabonidus laat het Nieuwjaarsfeest in Babylon vieren, maar door niet alle goden te vereren vertoornt hij de priesters.
- Cyrus II verslaat de Babyloniërs in de slag bij Opis, de burgers van Sippar geven zich zonder tegenstand gewonnen.
- Gobryas van Gutium trekt Babylon binnen en neemt de stad "zonder slag of stoot" in, door de hulp van de priesters van Marduk. Einde van het Babylonische Rijk.
- Cyrus II wordt gekroond tot koning van Babylon, hij laat de tempels en religieuze gebruiken met respect bejegenen.

## Overleden
- Nabonidus, koning van Babylon